# Aglaia leucophylla
Aglaia leucophylla är en tvåhjärtbladig växtart som beskrevs av George King. Aglaia leucophylla ingår i släktet Aglaia och familjen Meliaceae. Inga underarter finns listade i Catalogue of Life.